# Rusińska cerkiew greckokatolicka w Ruskim Krsturze
Rusińska cerkiew greckokatolicka w Ruskim Krsturze – cerkiew zbudowana w 1784 roku. Została poddana renowacji w 1836 roku co potwierdza napis nad północnym portalem.
Począwszy od 2003 roku Ruski Krstur był centrum greckokatolickiego egzarchatu apostolskiego, który w 2018 roku został podniesiony do stopnia eparchii, przez co cerkiew św. Mikołaja stała się katedrą. Cerkiew została nieruchomym dobrem kultury i jest budowlą chronioną przez Republikę Serbii jako zabytek kultury o dużym znaczeniu.
Cerkiew poświęcono przeniesieniu relikwii świętego Mikołaja. Zbudowana została w duchu klasycyzmu jako jednonawowy budynek z półkolistą absydą ołtarzową od wschodu i wysoką dzwonnicą - wznosi się ona nad zachodnią fasadą, opierając się na czterech niskich i masywnych kolumnach połączonych ze sobą łukami. Cerkiew jest długa na 42 metry, a szeroka na 13,30 metrów. Grubość ścian wynosi 1,50 m. W 1906 roku, w miejscu typowym dla absyd chórowych wyburzono mury, żeby dobudować parterowe zakrystie o prostokątnych podstawach. Oddzielone zostały od przestrzeni nawowej łukowymi otworami. Portal główny wkomponowany został w półkolistą kruchtę, znacznie niższą od wysokości nawy. Bogata rzeźba podziału ikonostasu to praca Aksentija Markovića z 1791 roku. Do dekoracji malarskiej zatrudniony został trzy lata później Arsenij Teodorović, który jest także autorem przedstawień na chórach i tronie hierarchy. Dekorację ścienną namalował w 1936 roku Milenko Đurić.
Dzwony kościelne zostały zabrane z cerkwi w czasie I wojny światowej. Nowe dzwony zakupiono w 1922 roku. Największy z nich waży 1500 kilogramów i nazwany został imieniem św. Piotra. Kolejny co do wielkości dzwon nosi imię św. Jerzego i waży 850 kilogramów. Dzwon św. Mikołaja waży 400 kilogramów, św. Jana 200 kilogramów, natomiast dzwon św. Michała 100 kilogramów.
W latach 1961–1963 została przeprowadzona restauracja ikonostasu, a następnie w świątyni przeprowadzono prace konserwatorskie w 1972 roku.

## Galeria

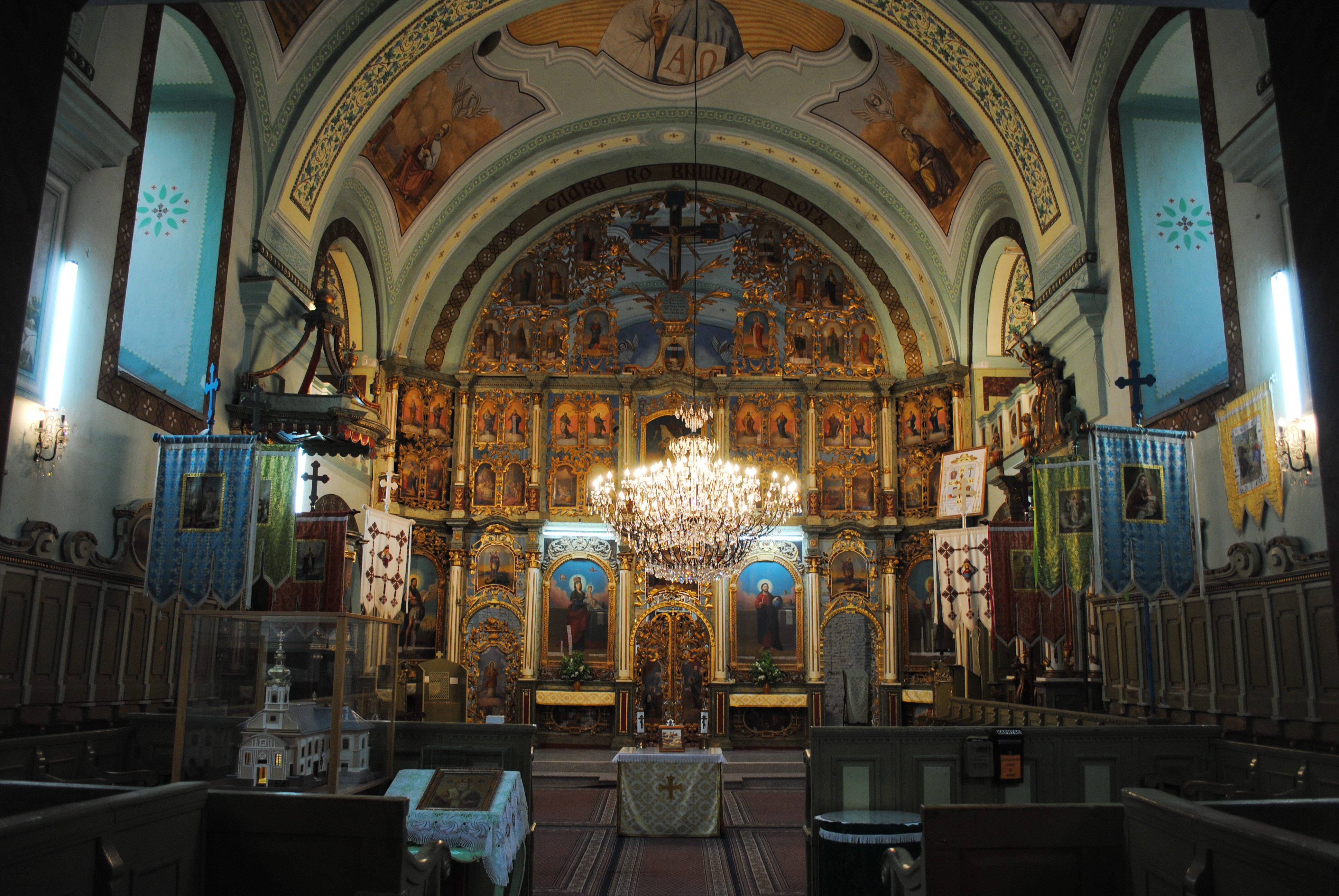
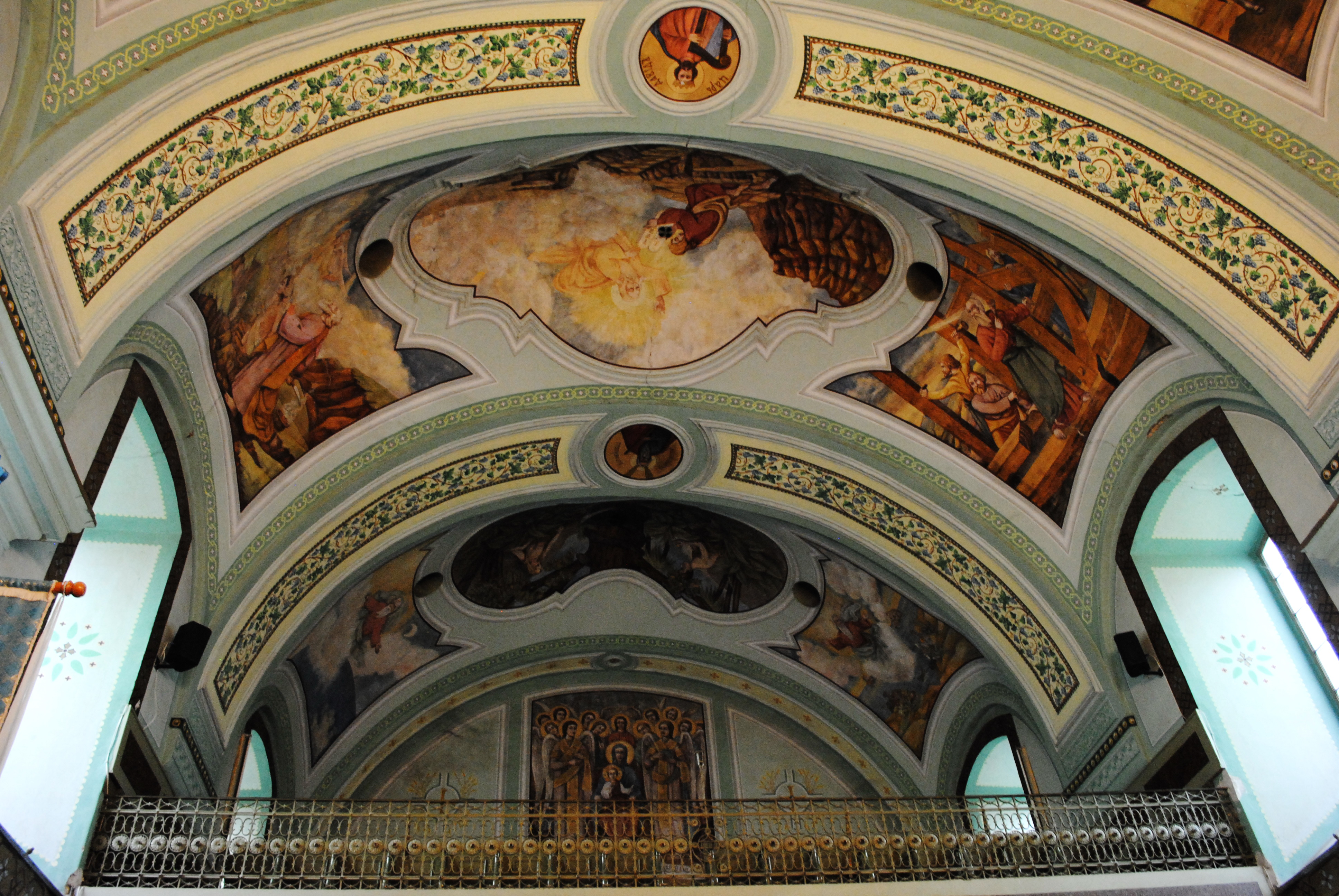
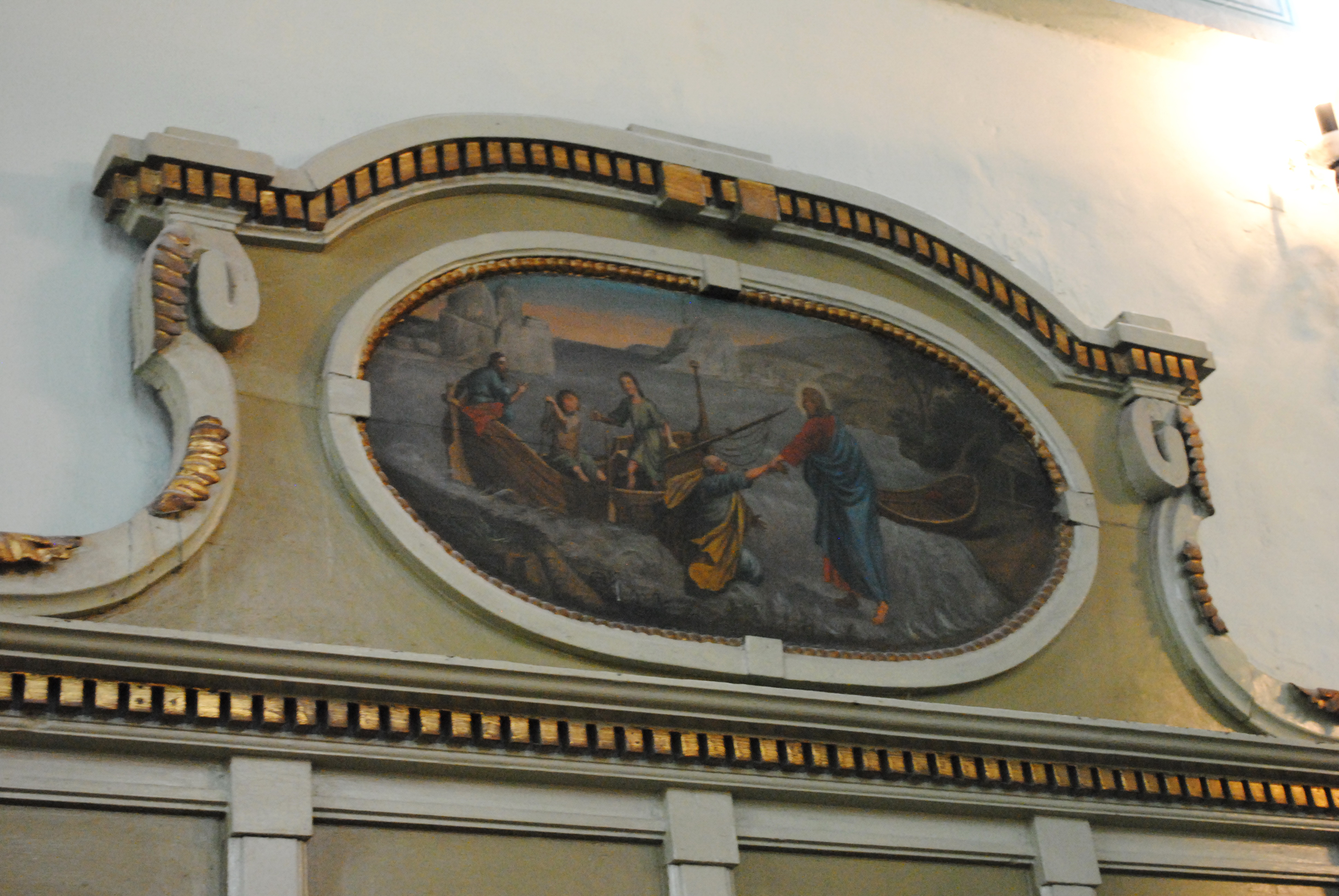
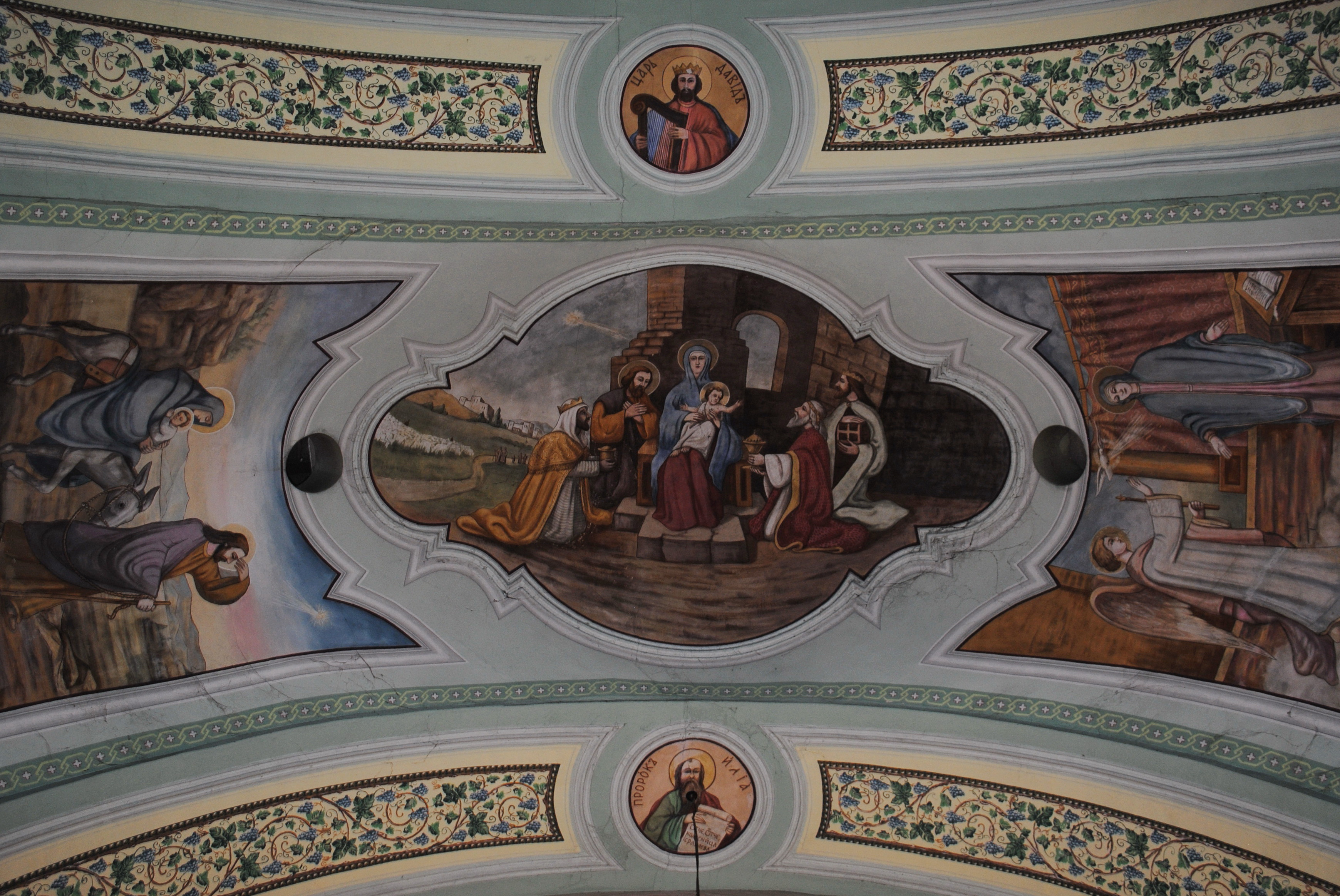
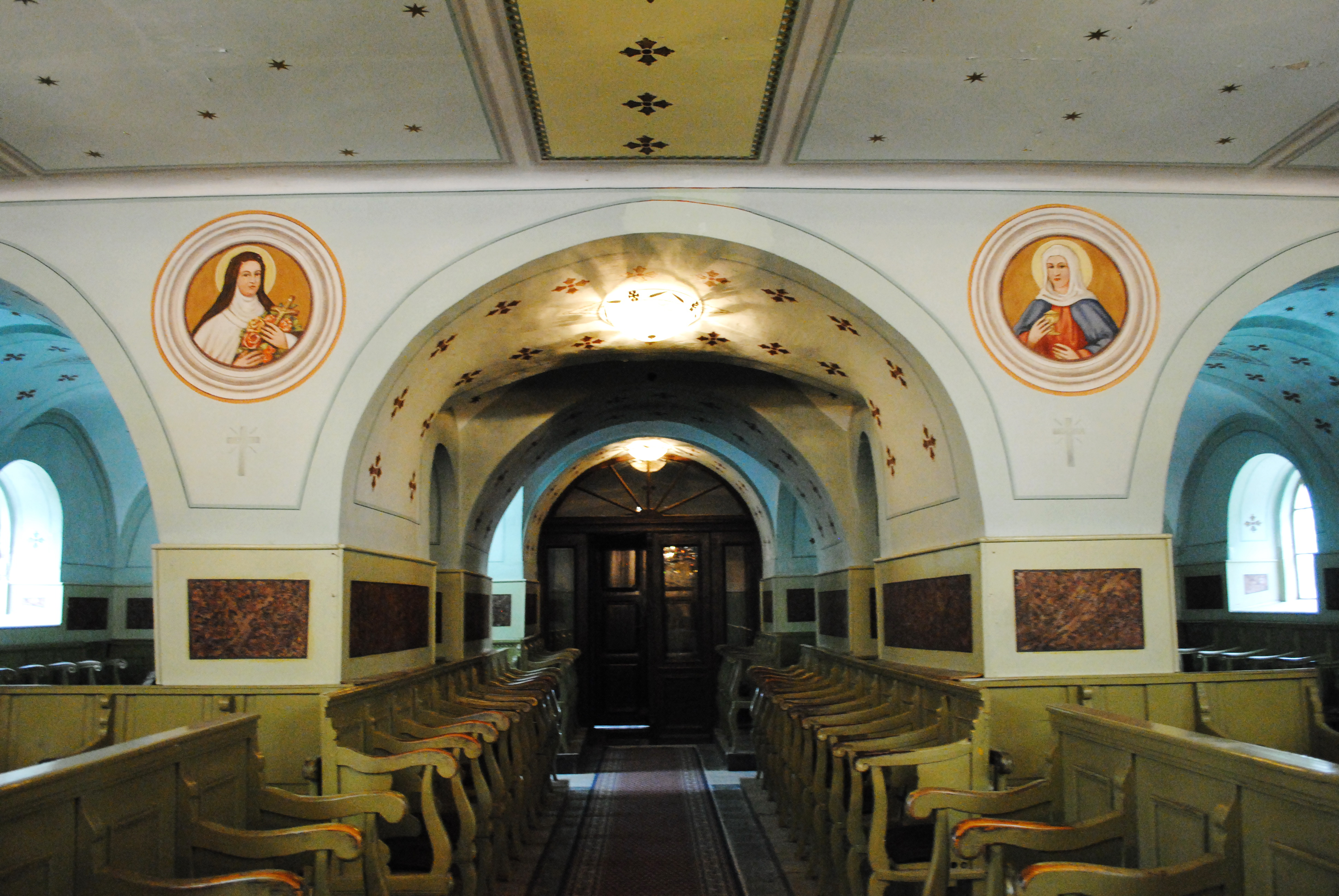
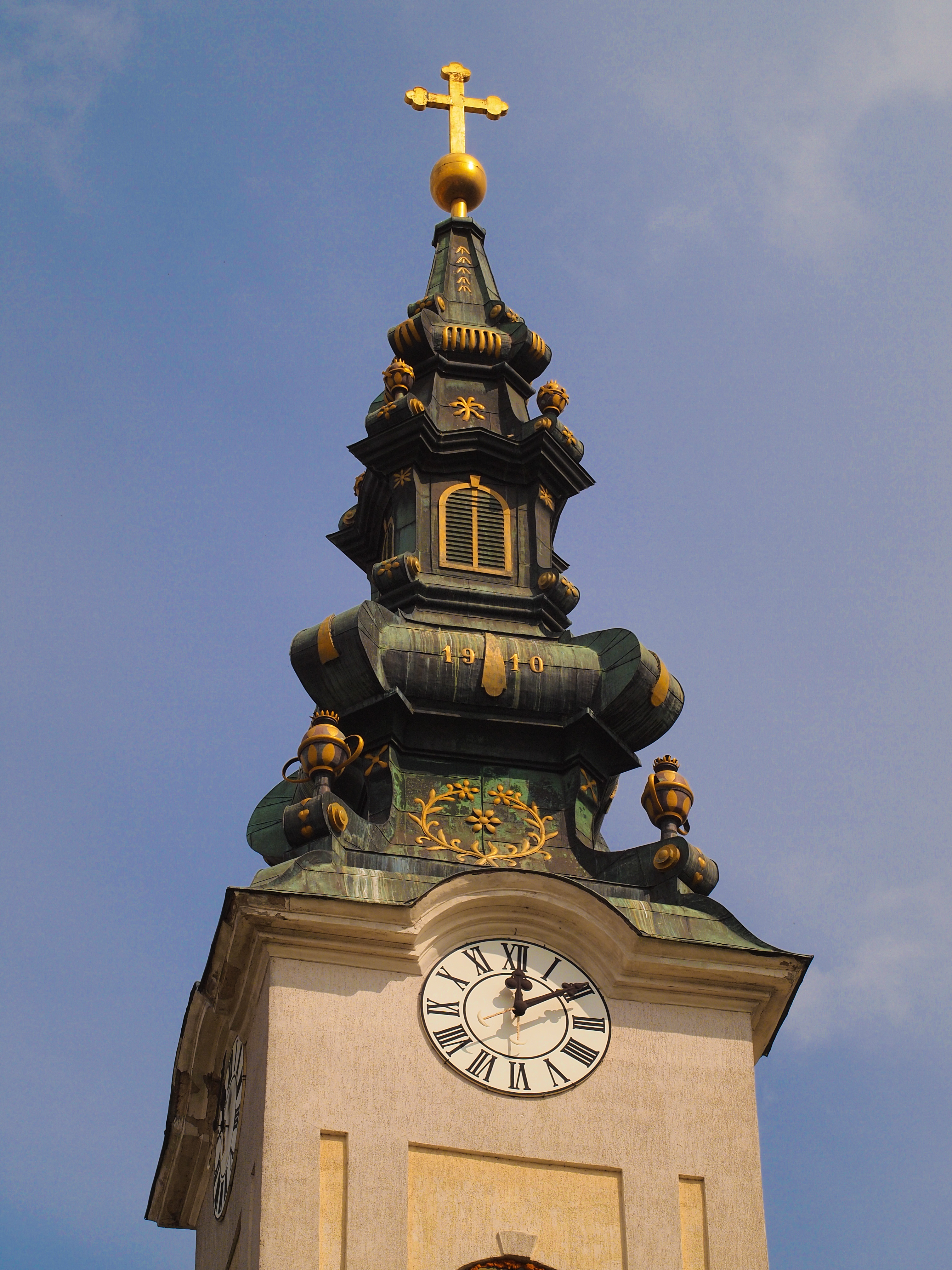

## Zobacz więcej
- Greckokatolicki Egzarchat Apostolski w Serbii